# أنتوني جيفين
أنتوني جيفين، صانع للأفلام الوثائقية، ورائد في مجال سرد القصص، وفي مجال إنتاجات الواقع الافتراضي (VR) والواقع المعزّز (AR).
وهو الرئيس التنفيذي والمدير الإبداعي لشركة “أتلانتيك برودكشنز”، ويشرف على أربع شركات تشكل جزءًا من مجموعة أتلانتيك - بما في ذلك شركة ألكيمي (Alchemy)، ويشرف كذلك على شركة ZOO للمؤثرات الخاصة، وشركة Colossus المسرحية.
وهو زميل في كلية سانت كروس، جامعة أكسفورد. عمل في هيئة الإذاعة البريطانية لمدة 10 سنوات كمخرج ومنتج ومنتج تنفيذي للعديد من الأفلام والمسلسلات الحائزة على جوائز كبيرة.
فاز بأكثر من 50 جائزة دولية منها خمس جوائز في حفل جوائز الأكاديمية البريطانية (BAFTAs) للأفلام وتسع جوائز إيمي (Emmys) الأميركية. وقد وصفته "مجلة ويرد" بأنه "وراء بعض التطورات الأكثر إثارة في رواية القصص في الواقع الافتراضي والواقع المعزز والذكاء الاصطناعي".

## أعماله
تشمل مشاريع الأفلام التي يعمل عليها أفلام وثائقية مع ديفيد أتينبورو وباراك أوباما وستيفن هوكينج والملكة إليزابيث الثانية، بالإضافة إلى مشاريعه مع ناسا وكلية الطب بجامعة هارفارد وشركات “أبل” و”ميتا” و”جوجل".
وقد شاهد أفلامه أكثر من مليار شخص، بما في ذلك "الحاجز المرجاني العظيم" (Great Barrier Reef)، و"صعود الحيوانات: انتصار الفقاريات" (Rise of Animals: Triumph of the Vertebrates)، و"ديفيد أتينبورو يلتقي بالرئيس أوباما" (David Attenborough meets President Obama)، و"متحف التاريخ الطبيعي حيًا ثلاثي الأبعاد" (Natural History Museum Alive 3D).
وتشمل الأفلام الوثائقية الأخرى "بيلسن: قصتنا" (Belsen: Our Story)، و"القدس: مدينة السماء" (Jerusalem: City of Heaven)، و"أرض الميعاد" (The Promised Land)، و"داخل العموم" (Inside the Commons)، و"التتويج" (The Coronation) مع الملكة إليزابيث الثانية.
ومن أفلامه المسرحية "الحلم الأعنف: غزو جبل إيفرست" (The Wildest Dream: Conquest of Everest)، كما لقد كان جزءًا من الرحلات الاستكشافية التي سافرت إلى قمة العالم، جبل إيفرست وإلى أعمق نقطة في محيطات العالم، خندق ماريانا.

## مشاركاته
لقد تحدث في المنتديات في جميع أنحاء العالم بما في ذلك مؤتمرات تيد إكس ومؤتمر مطوري آبل، كما شارك ضمن فعاليات مهرجان طيران الإمارات للآداب لعام 2022، وضمن جلسات معرض أبوظبي الدولي للكتاب الافتراضية 2020، وضمن برنامج "مساحة معرفة" بملتقاه الأول "عبر عدسة الأرشيف" في الأرشيف والمكتبة الوطنية بالتعاون مع مؤسسة الإمارات للآداب لعام 2023، كما كان أحد سفراء "برنامج الإمارات في الفضاء".